# KT Corporation
KT Corporation (хангиль: 주식회사 케이티), раніше Korea Telecom — це найбільша телекомунікаційна компанія Південної Кореї.
У минулому KT була повністю державною компанією (урядова Національна пенсійна служба володіє 12,19 % акцій і є найбільшим акціонером компанії). Це перша телекомунікаційна компанія Південної Кореї, вона домінує на місцевому ринку фіксованого та широкосмугового інтернету, обслуговуючи 90 % абонентів фіксованих ліній та 45 % користувачів швидкісного інтернету. Після продажу філії бездротового зв'язку Korea Mobile Telecom 1994 року, KT повернувся до ринку бездротових комунікацій, створивши в січні 1997 року оператора PCS KTF.
2009 відбулося злиття компанії з KTF, дочірньою компанією, що займалася бездротовими технологіями. Це зробило KT дев'ятим за розмірами чеболем (конгломерат) країни з майже 24 трлн вон (20 млрд $) в активах.
У січні 2011 року KT запустила уніфікований бренд «Olleh» для послуг фіксованого зв'язку і стільникових широкосмугових послуг.

## Огляд
Компанію створено 1981 року як комунальне підприємство, KT активно керувала переходом Кореї до інформаційної ери і відіграла ключову роль у перетворенні країни на головний центр інформаційних технологій. Як державна фірма, KT впливала на зміни корейської телекомунікаційної галузі в цілому. Продавши свою філію бездротового зв'язку 1994 року, і заснувавши ще одну 1996-го, разом із Dacom KT стала одним із перших інтернет-провайдерів Кореї. 2001 р. KT придбала SK (Thrunet), постачальника широкосмугових послуг, тоді найбільшу подібну компанію Кореї, це відкрило KT шлях до домінування на ринку широкосмугового зв'язку. 2009 року KT об'єдналася зі своїм бездротовим дочірнім підприємством KTF, проклавши шлях до інтеграції стаціонарних та стільникових послуг. З того часу, як KT представив Apple iPhone у Південній Кореї, компанія постійно шукає нові сфери бізнесу, такі як медіа, електронна комерція та глобальне ділове партнерство. Компанія має добре розподілену структуру акціонерів, Національна пенсійна служба (НПС) є найбільшим акціонером (6,81 % на 31 грудня 2012 року), але НПС не має управлінських прав у компанії. За чинною структурою, акціонери не контролюють операційну діяльність.

## Історія

Логотип з 1991 по 2001

### До приватизації
- 1981: компанія, зареєстрована 10 грудня як KTA[7]
- 1984: десята компанія планети, що запровадила електронний комутатор TDX-1
- 1987: завершено розгортання загальнонаціональної автоматизованої міжміської мережі[8]
- 1991: компанію перейменовано на Korea Telecom
- 1993: встановлено 20 мільйонів телефонних ліній (1982 року діяло 4,5 мільйона), що створило основу для нового інформаційного суспільства
- 1995: запущений супутник № 1 Мугунгва
- 1996: запущений супутник № 2 Мугунгва
- 1996: придбано ліцензію PCS та CT-2. Засновано KT Freetel, оператора бездротової мережі
- 1997: статус змінено з організації, яка має від 50 % державного фінансування, на таку, що має державне фінансування меншого масштабу (до 50 %)
- 1 жовтня 1997: новий закон про вдосконалення бізнес-структури та приватизацію державної корпорації застосовується до KT (більше не звільняється через зміну статусу компанії)
- 1998: штаб-квартиру перенесено з Йонно-гу, Сеул, в Бунданг-гу, провінція Кьонгі
- Грудень 1998: вихід на фондову біржу
- 1999: запущено супутник № 3 Мугунгва
- Червень 2000: придбано управлінські права Hansol M.com
- Грудень 2000: придбана ліцензія IMT-2000
- Квітень 2001: запущена послуга ідентифікації абонента (CID)

### Після приватизації
- Травень 2001: оголошено плани приватизації. До 20-річчя змінено назву з Korea Telecom на KT. Телефонні станції KT реструктуризувались в регіональні філії. Новим слоганом компанії став вираз «Lets'» від англійського «Давайте»
- 2002: приватизацію компанії завершено[9]
- 2005: за даними Комісії з питань справедливої торгівлі, KT, як корпоративна група, що володіє 12 дочірніми компаніями та сукупними активами в 29 трлн вон, посіла 8 місце серед конгломератів Кореї
- 28 грудня 2005: запустили міжкорейські телекомунікаційні послуги та відкрили філію KT у північнокорейському промисловому комплексі Кесон
- Січень 2009: за шість днів після початку роботи на посаді голови KT, Сук-Чае Лі оголосив про плани злиття KT та KTF
- Березень 2009:[10] отримано схвалення Комісії з питань зв'язку Кореї (KCC) щодо злиття KT та KTF
- Квітень 2009: запущено Qook, бренд сервісного комплекту. Стаціонарні телефони «Ann», широкосмуговий зв'язок «Megapass» та IPTV «Mega TV» були перейменовані відповідно на «Qook Phone», «Qook Internet» та «Qook TV».

### Після злиття KT-KTF
- 1 червня 2009: KT та її дочірня компанія KTF об'єдналися в новий уніфікований конгломерат KT
- липень 2009: попередній слоган компанії «Все нове» замінено на «Olleh Management», а «Olleh KT» офіційно представлений як новий CI
- листопад 2009:[11] запуск широкосмугових послуг Qook and Show.
- листопад 2009: став першим місцевим оператором, який випустив iPhone Apple на корейський ринок
- грудень 2009: запуск першого смартфона "Show Omnia " потужністю 3 Вт (Wi-Fi, WiBro, WCDMA) на корейському ринку
- червень 2010: запущено «uCloud», хмарний сервіс зберігання даних
- серпень 2010: інтернет-послуги компанії перезапущені під назвою «Olleh» у відповідності зі слоганом компанії
- 31 серпня 2010: KT включена до списку компаній Dow Jones Sustainability World Index
- 10 вересня 2010: випуск iPhone 4 від Apple на корейському ринку та необмежений тарифний план 3G
- 11–12 листопада 2010: офіційний провайдер телекомунікаційних послуг саміту G20 у Сеулі[12]
- 25 січня 2011 року: Широкосмугові послуги фіксованої лінії зв'язку «Qook» та стільникові мережі «Show» були об'єднані під торговою маркою «Olleh». Вони були перейменовані на «Olleh Home» та «Olleh Mobile» відповідно.[13]
- 10 лютого 2011: придбано 20,05 % акцій BC Card, що зробило компанію другим за величиною акціонером[14]
- 3 січня 2012: KT запустила свою послугу LTE.[15]
- Вересень 2012: KT названо Глобальним суперсекторним лідером у галузі телекомунікацій (№ 1 з точки зору ділових стосунків) за версією Dow Jones Sustainability Index протягом двох років поспіль[16]
- наприкінці 2015 року колишньому президенту КТ Сук-Дже Лі було пред'явлено звинувачення у порушенні довіри та розтраті, які він заперечує[17]

## Корпоративне управління
Рада директорів KT (BOD) складається з 3 незалежних директорів та 8 зовнішніх директорів. Зовнішніх директорів призначає Комітет з питань призначення зовнішніх директорів на основі їх досвіду, вони обіймають посаду до 3 років. Голова БПК обирається серед зовнішніх директорів і виконує обов'язки протягом одного року. До складу БПК входять п'ять постійних підкомітетів та два спеціальні підкомітети. За потреби, можуть бути створені додаткові підкомітети. Нинішніми внутрішніми директорами є Чан-Гю Хван (голова та генеральний директор), Хьон-Мьонг Пьо та Ір-Інг Кім, а зовнішніми директорами є Юнг Хань Кім (голова правління), Чун-Хо Лі, Хюн-Нак Лі, Бьонг перемогла Бах, Кеук-дже Сун, Санг-Кюн Ча, До-Кюн Сонг.

## Послуги

### Бездротовий
Клієнти KT можуть отримувати послуги на будь-якому призначеному діапазоні радіочастот, одному або декількох радіоінтерфейсах.
| Діапазон частот                                | Частота | Частота (МГц) | Покоління  | Інтерфейс радіо | Ліцензія                                                                               | Примітки     |
| ---------------------------------------------- | ------- | ------------- | ---------- | --------------- | -------------------------------------------------------------------------------------- | ------------ |
| 850 МГц (819—824, 864—869)                     | 26      | 10            | 3.9G       | LTE             | 50 млрд вон, протягом 10 років                                                         | (планується) |
| 900 МГц (905—915, 950—960)                     | 8       | 2x10          | 3.9G       | LTE             |                                                                                        |              |
| 1800 рік МГц (1735—1740, 1745—1755, 1830—1850) | 3       | 35            | 3.9G       | LTE             |                                                                                        |              |
| 2100 МГц (1960—1980, 2150—2170)                | 1       | 2х20          | 3,5G, 3,9G | W-CDMA, LTE     | 130 млрд вон, протягом 15 років                                                        |              |
| 2300 МГц (2330—2360)                           |         | 30            | 3.9G       | WiBro           | 12,68 млрд вон, підтримка сільської місцевості, протягом 7 років, до березня 2019 року |              |
| 3500 МГц                                       |         | 100           | 5G         | NR              |                                                                                        |              |
| 28 ГГц                                         |         | 800           | 5G         | NR              |                                                                                        |              |

#### Смартфони та планшети
KT був першим оператором Південної Кореї, який представив iPhone на корейському ринку в листопаді 2009 року. iPhone 4 було продано у кількості мільйона одиниць за чотири місяці після запуску у вересні 2010 року. KT вивела iPad на ринок Південної Кореї у листопаді 2010 року.

#### Точки доступу Wi-Fi
KT володіє та експлуатує понад 140 000 точок доступу Wi-Fi під назвою «Wi-Fi зони KT Olleh».

#### 4G LTE
KT припинила покриття 2G в січні 2012 року в районі Сеула, а в березні 2012 року в решті Південної Кореї на частоті 1.8 ГГц, яка була перепризначена для мережі LTE «Olleh LTE» (올레 엘 티이), покриття LTE по всій Південній Кореї завершено 2012 року. Двосмуговий LTE на 900 МГц доступний у Сеулі з 2012 року.

#### GiGA LTE
У червні 2015 року KT оголосив, що об'єднав зусилля з Samsung Electronics, щоб поєднати Wi-Fi та LTE у гігабітній швидкісній мобільній службі під назвою GiGA LTE. Нова мережа має бути в 15 разів швидшою за нині діючу LTE та вчетверо швидшою за тридіапазонну LTE-A, найшвидшу бездротову мережу, доступну на корейському ринку.

#### TRS
KT — єдиний оператор, який надає TRS у Південній Кореї, оскільки поглинув t-on Telecom у вересні 2012 року.

### Розумний дім
У першій половині 2011 року компанія kt запустила робот «Kibot», спеціально розроблений для навчання та розваг дітей, який має додаткові функції, такі як більш досконалі версії функціональних можливостей, що знаходяться на відео- та інтернет-телефонах.

### Мобільне телебачення
kt запустив додаток Mobile TV, що дозволяє клієнтам переглядати IPTV та відео в режимі реального часу на своїх смартфонах та планшетах.

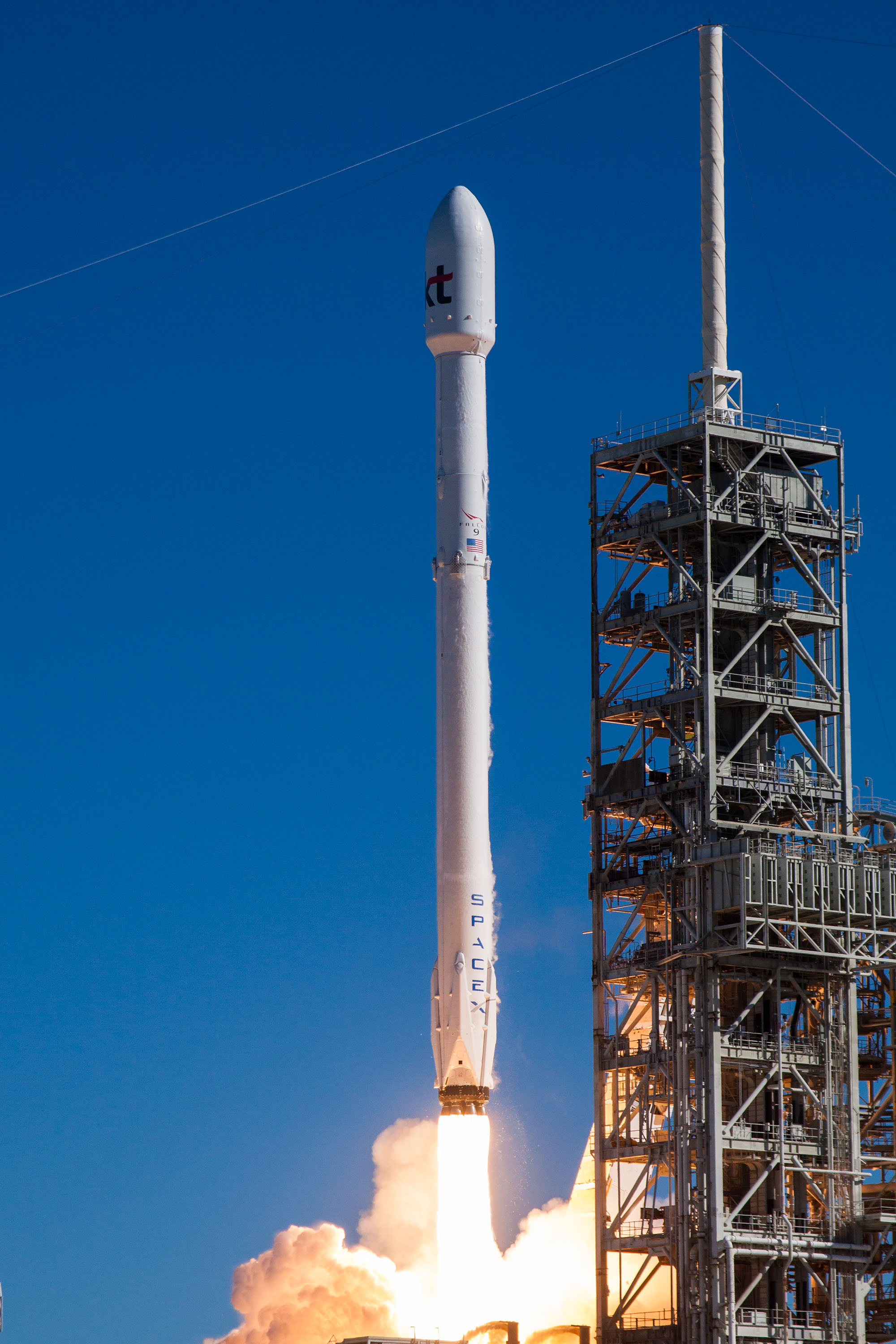
Koreasat 5A запущений на борту ракети Falcon 9 2017 року

Компанія використовує флот супутників Кореасат з 1995 року. Деякі з цих супутників були продані Asia Broadcast Satellite, тоді як корпорація KT продовжує надавати деякі супутникові послуги.

## Глобальний бізнес

### Бангладеш
27 квітня 2017 р. KT оголосив про запуск в Бангладеш острова GiGA, що є результатом багатостороннього партнерства з урядом Бангладеш, міжнародними організаціями, державними установами та неурядовими організаціями (НУО). KT з'єднав острів Мохешхалі з внутрішніми районами, встановивши бездротову мережеву технологію «GiGA Microwave», і використовував KT на основі міді, що забезпечує інтернет-рішення для циркуляції мережевого трафіку всередині острова. За допомогою «GiGA», острів міг би успішно отримувати інтернет-з'єднання швидкістю 500 Мбіт/с, а «Wire GiGA» забезпечує швидкість інтернету на острові максимум 100 Мбіт/с. Це дозволило понад 30 % жителів Мохешхалі мати швидкісний інтернет.

### Бруней
У 2012 році KT уклав контракт з урядом Брунею на створення Національного центру обробки даних (NDC) та його функціонування.

### Монголія
З 1995 року KT є головним акціонером Mongolia Telecom. KT відправив спеціалістів з бізнесу до Монголії та організував різні навчальні програми. У 2012 році KT уклав контракт з монгольським урядом на створення системи попередження про стихійні лиха (EDWS).

### Південна Африка
У 2012 році KT та місцева Telkom підписали консультаційну угоду щодо надання стратегій вдосконалення бізнесу для мобільного сектору та iWayAfrica, дочірньої компанії Telkom для бізнесу VSAT.

### Руанда
У 2007 році KT підписав контракт на будівництво мобільної мережі WiMAX (або WiBro) в Руанді. У 2008 році KT підписав угоду з урядом Руанди про закладення основ нової телекомунікаційної мережі. У грудні 2012 року компанія KT провела в Руанді національний проект інформаційної безпеки з Корейським агентством з питань Інтернету та безпеки (KISA). У березні 2013 року KT підписав контракт з урядом Руанди про створення спільного підприємства з побудови загальнодержавної мобільної мережі LTE.

### Польща
21 березня 2013 року KT, корпорація Daewoo та Корейське агентство з просування торгівлі та інвестицій (KOTRA) підписали контракт на 18 млн $ щодо створення високошвидкісної мережі інтернету в Підляському воєводстві Польщі. 3 жовтня 2013 року консорціум KT підписав державно-приватне партнерство (ДПП) з Мазовецьким воєводством для проекту широкосмугового зв'язку на суму $130 млн.

### США
14 червня 2017 р. KT оголосив, що підписав Меморандум про взаєморозуміння з містом Бостон для участі у Бостонському проекті цифрових акцій — політиці, яка спрямована на створення кращого інтернет-середовища в центрі міста. Відповідно до угоди, KT надасть свою технологію GiGA Wire, послугу, яка пропонує швидкість до 1 гігабіт на секунду, використовуючи мідний дріт замість оптичних кабелів, використовуючи технологію G.hn.

### Узбекистан
2007 року KT придбала 54,5 % акцій East Telecom, другого за величиною оператора фіксованого зв'язку Узбекистану, та 60 % акцій оператора WiMAX Super iMAX.

### Україна
З вересня 2020 року KT Corporation з американськими колегами почала співпрацю з Хмельницькобленерго за ініціативи в.о. її директора Олега Козачука. Було почато реалізацію двої пілотних проектів «розумних мереж» (smart grid) в Хмельницькій області. 30 жовтня було також підписано меморандум про взаєморозуміння між КТ і Міністерством енергетики України. В рамках співпраці спеціалісти ХОЕ обмінюються досвідом з представниками KT. КТ планує долучитися до покращення енергоефективності, впроваджуючи технології зі штучним інтелектом і великими даними. Це перший подібний приклад співпраці української енергетичної компанії з KT.

## Спортивні команди КТ
- Пусан KT Sonicboom[40]
- KT Wiz (команда бейсболу)[41]
- KT Rolster (Професійні ігрові команди StarCraft II та League of Legends)
- Стрілецька команда KT (Корейська національна збірна команда)
- Хокейна команда KT
- Команда гольфу KT
- Головний спонсор національної збірної Кореї з футболу[42]